# Marie-Hélène Delval
Pour les articles homonymes, voir Delval.
Œuvres principales
- Les Dragons de Nalsara

Marie-Hélène Delval, née en 1944 en Loire-Atlantique, est une traductrice et écrivaine française de romans de fantasy.

## Biographie
Marie-Hélène Delval est autrice de livres de fantasy et traductrice.
Elle est connue surtout pour sa série Les Dragons de Nalsara et le livre Les chats. Elle est  traductrice en chef de plusieurs titres Bayard (Les Belles Histoires, Pomme d'Api ou Popi).

## Œuvres

### Séries
Série Les Dragons de Nalsara (20 volumes)
Série Faim de Loup (12 volumes=
Série Mission Antéria
1. Les Glaces d'Antéria
2. Le Soleil des Orthanques
3. Les Orages d'Erna-Thor

### Romans indépendants
- Les Chats
- L'École des Géants
- Là ou vivent les morts, Tribal Flammarion (1999)
- Jésus pour les petits, dessins de François Roca, Bayard édition, 1998[1]
- Quand vient l'orage, Bayard Jeunesse, 2015  (ISBN 978-2747058049)

### Nouvelles
- Le Fantôme de la cave, Bayard Presse, 1980, 3 p.Publié dans le no 30 d'Astrapi, le 15 janvier 1980, p. 13-15.
- Le Pays brodé, Bayard Presse, 1980, 5 p.Adaptation d'un conte tibétain. Publié dans le no 51 d'Astrapi le 1er décembre 1980, p. 11-15.
- Le Garçon qui cherchait Noël, Bayard Presse, 1980, 5 p.Écrit avec André Gréani. Publié dans le no 52 d'Astrapi, le 15 décembre 1980, p. 9-13.
- Les drinns, 1981Publié dans J'aime lire, no 52Quelque chose derrière la fenêtre, Bayard Presse, 1981, 3 p.Publié dans le no 60 d'Astrapi le 15 avril 1981, p. 5-7.
- Les Veaux tournichent dans les rochers, Bayard Presse, 1981, 4 p.Publié dans le no 64 d'Astrapi le 15 juin 1981, p. 8-11.
- L'Œuf de Maxence-les-Bœufs, Bayard Presse, 1982, 5 p.Publié dans le no 83 d'Astrapi, le 1er avril 1982, p. 9-13.
- 25 Histoires de l'histoire de la dame qui faisait faire pipi à son chien au pied d'un réverbère de la rue des Acacias, Bayard Presse, 1983, 15 p.Publié dans le no 114 d'Astrapi le 15 juillet 1983, p. 17-32.

## Traductions
Les années indiquées entre parenthèses sont les dates de publication originale des ouvrages, et non pas les dates de parution en France. 
- L'Héritage (Inheritance), tomes 2 et 4, de Christopher Paolini (2005-2011)
- Légendes d'Alagaësia (Tales from Alagaësia), de Christopher Paolini (2018)
- L'Attaque des vikings (Viking ships at Sunrise), de Mary Pope Osborne (1998)
- Au secours des kangourous (Dingoes at Dinnertime), de Mary Pope Osborne (2000)
- Bienvenue au camp de la peur (Welcome to Camp Nightmare), de R. L. Stine (1993)
- Les Chroniques de la Pierre des Ward (The Wardstone Chronicles), de Joseph Delaney (2004-2013)
- Thomas Ward L'Epouvanteur (The Wardstone Chronicles), de Joseph Delaney (2014)
- Cendorine et les Dragons, de Patricia C. Wrede (2004)
- Les Chevaux de la ville fantôme (Ghost Town at Sundown), de Mary Pope Osborne (1997)
- La Colo de la peur (Welcome to Camp Nightmare), de R. L. Stine (1993)
- La Maison des Morts (Welcome to the Dead House), de R. L. Stine (1992)